# عبد المجيد بن جدو
عبد المجيد بن جدو (15 أغسطس 1918 - 1994) هو شاعر تونسي كتب نشيد الجلاء «بني وطني» وكلمات عدة أغان.

## النشأة والمسيرة
ولد عبد المجيد بن العربي بن عبد القادر بن جدو في سيدي بوسعيد في تونس العاصمة. التحق بالكتاب ليحفظ القرآن الكريم ثم انتقل للمدرسة العرفانية والمدرسة الصادقية. وفي 1936 التحق بجامع الزيتونة. درس الشعر والموسيقى قبل أن يبدأ بكتابة الشعر. اشتغل لفترة بالصحافة ثم عمل بالإذاعة التونسية ابتداء من 1946. أسس رفقة آخرين الجمعية التونسية للمؤلفين والملحنين ثم ترأسها من 1972 إلى 1984 وكان عضوا في مجلس إدارة الجمعية إلى سنة 1987.
نشر الكثير من القصائد في الصحف والمجلات وخاصة في «مجلة الإذاعة والتلفزة» ومجلة «الفكر». وألف عدة أناشيد وخاصة نشيد الجلاء «بني وطني» الذي غنته الفنانة علية في 1961 ولحنّه الشاذلي أنور. وألف أيضا دراسة مطولة اسمها «مقدمة في الشعر الشعبي». وقدم عدة برامج إذاعية وتلفزيونية من ضمنها «كتاب الأغاني» و«ليلة من ليالي تونس القديمة» و«أفلام وأنغام».
ينزع شعره إلى الذاتية واتّبع اوزان العروض مع قافية متنوعة. تميزت قصائده بالميل إلى الوطنية والغنائية. وبما أنه ألف الأغاني فقد افتربت لغته من لغة العامة التقريرية والمباشرة.

## الوفاة
توفي في أريانة في 1994.

## أعماله
ألف عديد الأغاني من بينها:
- غناء صوفية صادق:

- أجرني آله العرش أنت مجيري

- غناء الهادي الجويني:
  - عينيك تقتل فيّ
  - لحظوحو رماني
  - سهم الشفر قتّال
  - يا عين ما تبكيش
  - يا خنّابة
  - نحكيلك كلمة
- غناء علية
  - بني وطني، تلحين الشاذلي أنور
  - الزبن هاذا لواش، تلحين صالح المهدي
  - الحب ما عرفتوش حتى ريتك، تلحين الهادي الجويني
  - قلبي إلّي جرحتو، تلحين قدور الصرارفي
- غناء علي الرياحي:
  - لا شفتك مرة لا ريتك
- غناء صليحة:
  - دار الفلك، تلحين صالح المهدي
- غناء يوسف التميمي:
  - مازالت قدامي صورة، تلحين الهاشمي بن صالح
  - سوق الخميس، تلحين محمد التريكي
  - أحّيت منّك، تلحين الشاذلي أنور
- غناء عبد الحليم حافظ:
  - يا مولعين بالسهر، غناها أمام الرئيس التونسي الحبيب بورقيبة بمناسبة عيد ميلاده السادس والستين

## وصلات خارجية
- عبد المجيد بنجدو أرشيف المجلات الأدبية والثقافية العربية - صخر

## بيبليوغرافيا
- محمد بوذينة: رواد الشعر الغنائي في تونس (1964 - 1984) - تونس 1987